# Studnice (Náchodi járás)
Studnice település Csehországban, Náchodi járásban. Studnice Provodov-Šonov, Žernov, Kramolna, Vysokov, Červená Hora, Česká Skalice és Červený Kostelec településekkel határos. Lakosainak száma 1161 fő (2024. január 1.).

## Népesség
A település lakosságának változását az alábbi diagram mutatja:
| Lakosok száma | 1678 | 1496 | 1315 | 1131 | 965  | 959  | 1113 | 1114 | 1138 | 1161 |
|               | 1869 | 1890 | 1921 | 1950 | 1980 | 2001 | 2017 | 2019 | 2022 | 2024 |